# Colla di Casotto
La Colla di Casotto (1.379 m s.l.m.) è un valico delle Alpi liguri situato in Provincia di Cuneo. Collega il comune di Garessio, in Val Tanaro, con quello di Pamparato, in Val Casotto.
Per esso transita la strada provinciale n. 178 della Provincia di Cuneo.

## Descrizione
Il colle si apre sullo spartiacque Tanaro/Casotto tra il Bric Mindino e la costiera che dal Monte Grosso scende al Monte Berlino e al Bric dei Giassetti.
Amministrativamente è del tutto compreso nel territorio comunale di Garessio il quale, oltre alla zona circostante il capoluogo situato in Val Tanaro, comprende anche una buona porzione della testata della Val Casotto.
Dal punto di valico, toccato dalla SP 178, si dipartono alcune strade sterrate in parte a servizio degli impianti sciistici della zona e in parte utilizzate come piste forestali per l'esbosco del legname degli ampi boschi che si trovano nei pressi del colle.

## Luoghi di interesse
- Comprensorio sciistico Garessio 2000: si tratta di una stazione sciistica che nacque alla fine degli anni settanta del Novecento; oltre ad un albergo questa comprendeva una grossa struttura residenziale posta poco a nord-est del valico e che oggi risulta quai del tutto inutilizzata. Le piste sciistiche si sviluppano principalmente sui versanti dei monti Berlino, Mussiglione e Grosso che guardano la verso la Val Casotto. Dopo il periodo di sviluppo iniziale a partire dalla fine degli anni ottanta, complice anche la riduzione delle precipitazioni nevose, il comprensorio conobbe un periodo di crisi e di decadenza che portò all'abbandono di molte delle sue strutture.
- Monumento ai partigiani: una lapide fissata ad un grosso cippo in pietra ricorda i 278 partigiani caduti nelle valli circostanti durante la Resistenza Italiana.
- Reggia di Valcasotto: è situata in comune di Garessio sul versante Val Casotto e dista circa 2 km dal colle.

## Escursionismo
Dal colle è facilmente raggiungibile il panoramico Bric Mindino con un itinerario che si svolge in parte su strada sterrata e in parte per sentiero, percorribile sia a piedi che con le ciaspole.
Sul lato opposto del valico un'altra facile escursione permette di arrivare senza particolari difficoltà ai monti Berlino, Mussiglione e Grosso; questo sia d'estate che d'inverno, con le ciaspole o con gli sci.,

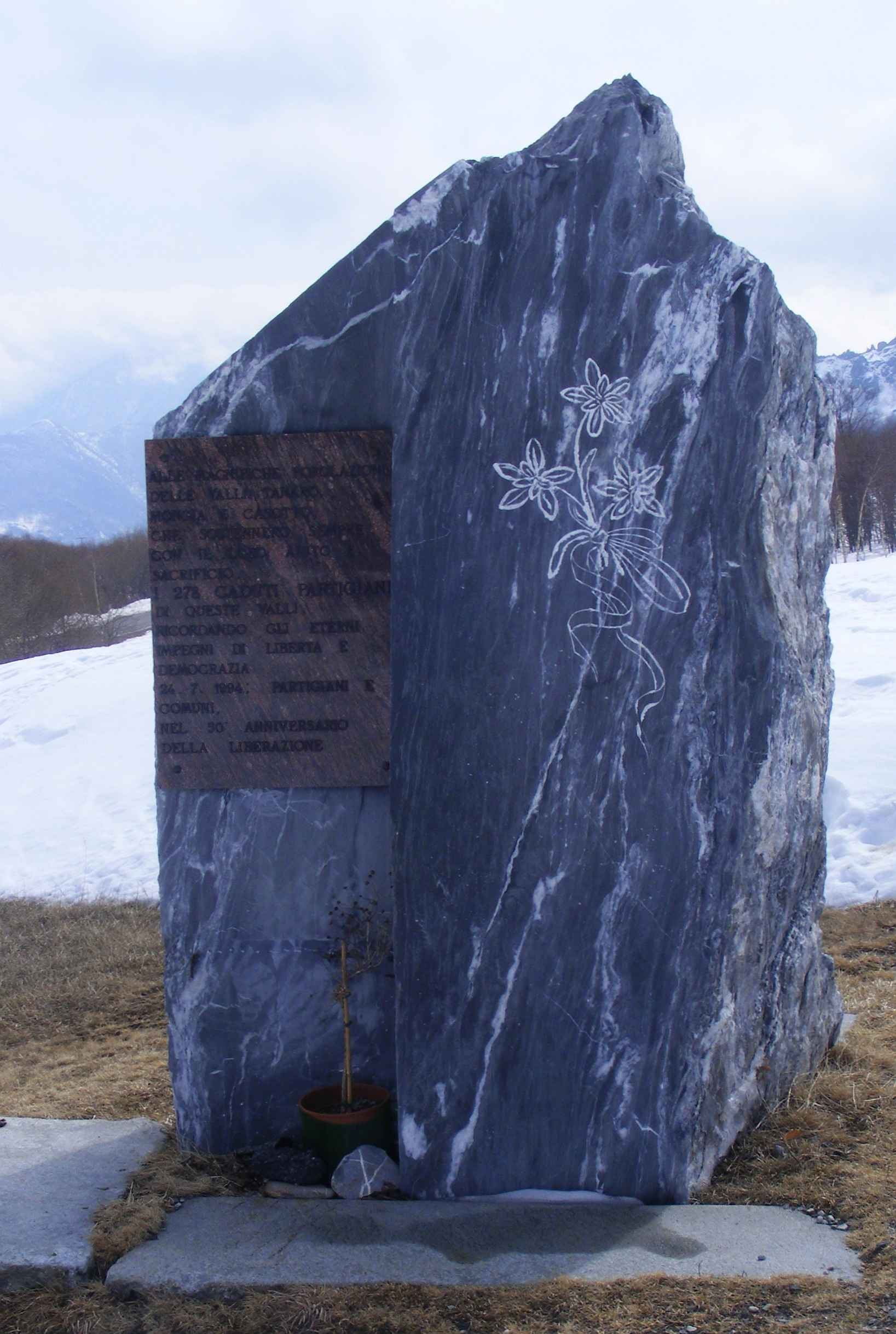
La lapide in memoria dei caduti partigiani